# Oh Jun-sung
Pour les articles homonymes, voir Oh.
Dans ce nom coréen, le nom de famille, Oh, précède le nom personnel Jun-sung.
Oh Jun-sung, né le 12 juin 2006, est un pongiste sud-coréen.

## Biographie
Il est le fils de l'ancien pongiste professionnel sud-coréen, Oh Sang-eun, multiple vainqueur d'open du circuit international et médaillé de bronze en simple aux championnats du monde de 2005. Il découvre ce sport à l'âge de 7 ans par ce dernier et sa mère Lee Jin-kyung, également ancienne pongiste professionnelle.  
Il suit les traces de la nouvelle génération de pongiste, composée notamment de Félix Lebrun, Lin Shidong ou encore Miwa Harimoto, née au milieu des années 2000, et qui performe très jeune au niveau senior. 
En 2023, il fait partie de l'équipe de Corée du Sud médaillée d'argent aux Jeux asiatiques à Hangzhou et de bronze aux championnats d'Asie. 
En septembre 2024, il s'incline en finale du WTT Contender d'Almaty sur le score serré de 4 sets à 3 contre le chinois Lin Shidong. Le mois suivant, il est deux fois médaillé de bronze aux championnats d'Asie. Il perd avec l'équipe de Corée du Sud en demi-finale face et la Chine et en simple face au futur champion Tomokazu Harimoto,. Il se fait remarquer pendant cette compétition, en battant en simple en quart de finale le no 1 mondial du moment Wang Chuqin sur le score de 3 set à 1. 
Il est le 27e joueur mondial senior et le 3e joueur mondial jeune en janvier 2025. 

## Parcours en club
Il signe avec l'équipe des Mirae Asset Securities (ko) en 2022 qui est entraînée par son père. 
En parallèle de cela, il a rejoint depuis 2023, le club de l'AS Pontoise-Cergy TT qui évolue en pro A. Il remporte avec son équipe la saison 2023-2024 de cette compétition.

## Sponsoring
Il est sponsorisé par la marque allemande Tibhar depuis 2025.